# Sandsfjord
Sandsfjorden o Sandsfjord es un fiordo en el municipio de Suldal en el condado de Rogaland, Noruega. El fiordo, de 25 kilómetros de longitud, es el brazo más septentrional del principal Boknafjorden, en el condado de Rogaland. El fiordo comienza en la confluencia del Saudafjorden y el Hylsfjorden, justo al norte del pueblo de Sand. A continuación, se desplaza hacia el suroeste hasta llegar a la isla de Foldøy, donde el fiordo se une al principal Boknafjorden. Los pueblos de Jelsa y Hebnes se encuentran a ambos lados de la desembocadura del fiordo.
El puente Sandsfjord cruza el fiordo cerca del pueblo de Marvik . El puente se inauguró en el otoño de 2015 y conecta la carretera nacional noruega 13 con la carretera 46 del condado de Noruega . Reemplazó una ruta de ferry a través del fiordo de Ropeid a Sand .